# Solinka (rzeka)
Solinka – rzeka w Bieszczadach Zachodnich, największy po Osławie bieszczadzki dopływ Sanu. Ma 48,1 km długości i jest pod tym względem trzecia w Bieszczadach. Jej źródła znajdują się na południowych stokach Rosochy w masywie Hyrlatej, na wysokości ok. 1000 m n.p.m. Uchodzi do Jeziora Solińskiego we wsi Bukowiec (poziom wody ok. 410 m n.p.m.).
Na początku opływa od zachodu masyw Hyrlatej, przepływając przez miejscowość Solinka. Następnie płynie w kierunku wschodnim, przez Żubracze oraz Majdan, oddzielając Wysoki Dział od pasma granicznego. Dalej, za Cisną, czyli największą miejscowością leżącą nad tą rzeką, jej dolina jest granicą pomiędzy Pasmem Łopiennika i Durnej a należącym do pasma granicznego grzbietem Jasła. W rejonie Dołżycy skręca na północ i wpływa pomiędzy masywy Łopiennika oraz Falowej. Za wsią Buk wpada z prawej strony największy dopływ – Wetlina. Następnie, przez Polanki, Terkę oraz Bukowiec, osiąga Jezioro Solińskie. Jej wody tworzą zachodnią część zbiornika, która w okolicach Polańczyka łączy się z Sanem płynącym we wschodnim odgałęzieniu.
Ponad połowa długości (27 km – 56%) przepływa przez gminę Cisna.

## Ważniejsze dopływy
- prawe:
  - Roztoczka
  - Dołżyczka
  - Wetlina
- lewe:
  - Wołkowyjka